# Hiéroglyphe égyptien Q2

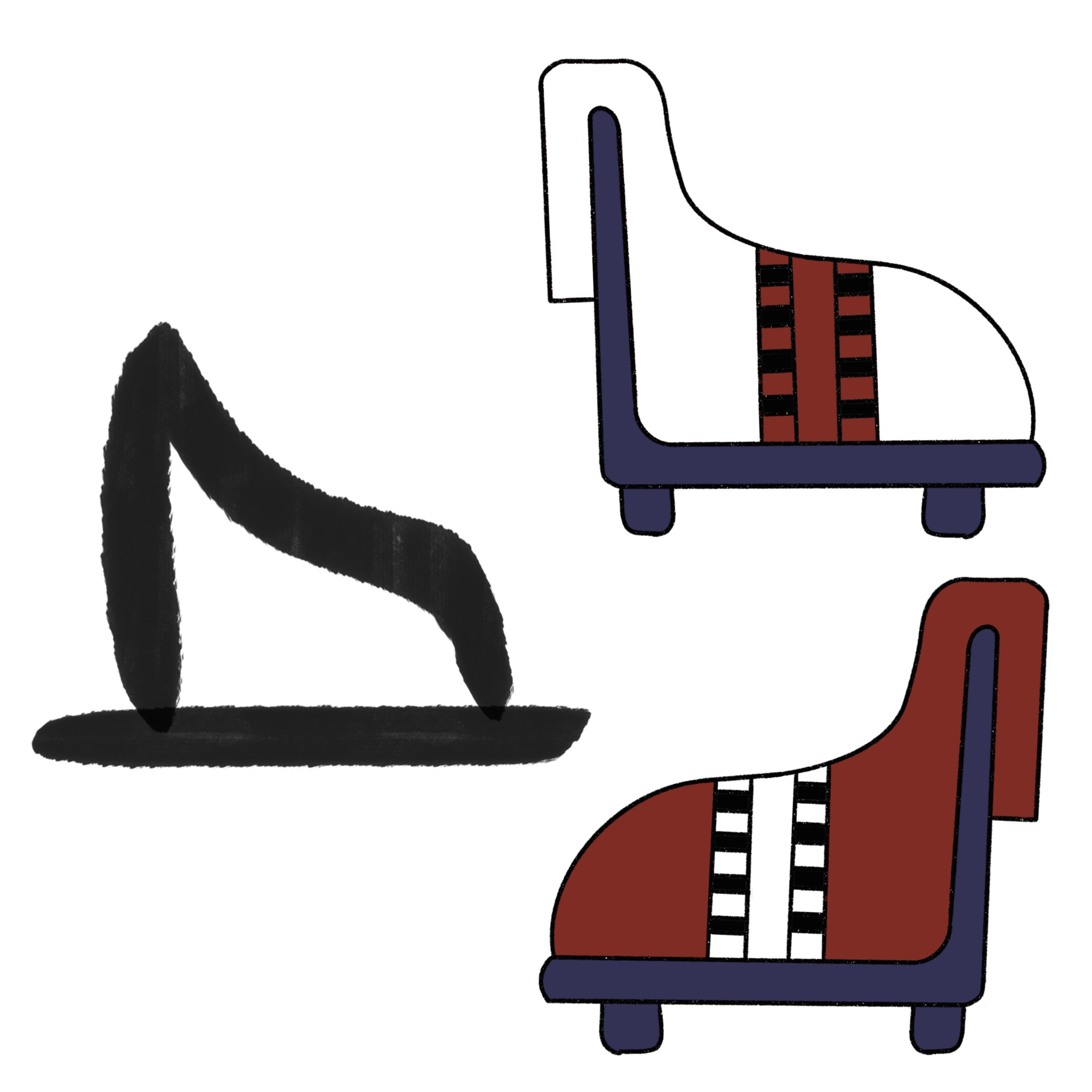
Version hiératique et hiéroglyphique

Le hiéroglyphe égyptien Q2 (chaise à porteurs) est classifiée dans la section Q « Mobilier domestique et funéraire » de la liste de Gardiner ; cet hiéroglyphe y est noté Q2.

## Représentation
Il représente une chaise à porteurs pouvant être orienté vers la droite ou vers la gauche. Ses couleurs peuvent s'inverser. Il est très rarement utilisé en hiératique.
Il est translittéré st ou ws.

## Utilisation
| Q2 | / | Q1 | t · pr |

| Q2 | / | Q1 | t · pr |

terrains, service, bureau, administration, magasin, rang, fonction ».
| Q2 · ir |

| Q2 · ir |

| Q1 |

| Q1 |